# Sonic the Hedgehog (série télévisée d'animation)
Pour les articles homonymes, voir Sonic the Hedgehog.
Ne doit pas être confondu avec Les Aventures de Sonic.
Les Aventures de Sonic Sonic le Rebelle
Sonic le hérisson ou Les Aventures de Sonic, série 2 (Sonic the Hedgehog) est une série télévisée d'animation italo-américaine en 26 épisodes de 21 minutes, créée en 1993 par DiC, l'italienne Reteitalia et l'espagnol Telecinco d'après la série de jeux vidéo du même nom.
Elle a été diffusée aux États-Unis entre le 18 septembre 1993 et le 3 décembre 1994 sur la chaîne ABC et au Canada sur le réseau CTV du 18 septembre 1993 au 2 septembre 1995. En France elle a été diffusée sur TF1 dans le cadre de l'émission À tout Spip  du 31 janvier 1996 au 6 mars 1996.
La série a fait l'objet en 2007 d'une sortie DVD aux États-Unis, et a inspiré ainsi une série de bande-dessinée homonyme.
L'intégrale en DVD de la série, éditée par IDP, est sortie le 9 décembre 2015 en France.

## Synopsis
L'histoire se passe au XXXIIIe siècle sur une planète appelée Mobius. Un savant fou, le docteur Ivo Robotnik, a pris le contrôle d'une gigantesque cité nommée Mobotropolis, avec l'aide de son assistant et neveu Lafouine ainsi qu'une armée de soldats robots nommés « cerbères ».
Utilisant un dirigeable géant, le Destroyer, Robotnik détrône le roi de la ville, Maximillian Acorn, l'exilant dans une autre dimension connue sous le nom du « Vide » et faisant du palais son propre quartier-général. Il  transforme Mobotropolis en une nouvelle ville, Robotropolis, polluée par des usines, entrepôts et complexes miniers, réduisant les citoyens en esclavage en les transformant en robots, à l'aide d'une machine nommée Robotizeur. Parmi eux se trouvent un vieux hérisson du nom de Jules Hérisson (alias Dr. Hérisson ou oncle Jules) et son chien.
Ceux qui parviennent à s'échapper se retranchent dans la Grande Forêt et bâtissent le village de Unisson. Parmi eux figurent les Combattants de la Liberté, dont font partie Sonic le hérisson et Miles « Tails » Prower, un jeune renard à deux queues capable de voler. Citons également Rotor, le morse fondu de mécanique, Antoine de Coolette un coyote français  ex-garde du palais, Marylin, une hase cyborg et Sally Acorn, la fille unique du roi, qui porte un mini-ordinateur appelé NICOLE. Leur but est de contrecarrer les plans de Robotnik et de délivrer les habitants de  Mobotropolis.
Dans la deuxième saison, une dragonne nommée Dulcie fait son apparition, Robotnik ayant capturé sa mère Sabina et robotisé la majeure partie de son espèce. On découvre également Ixis Naugus, le mentor de Robotnik parti explorer le Vide et bloqué par son élève.
A la fin de la deuxième saison, Robotnik est banni dans le Vide par Sonic et Sally avec l'aide des pierres magiques. Mais Lafouine survit à la bataille et se présente comme nouvel ennemi juré de Sonic avec son associé : Ixis Naugus.

## Fiche technique
- Titre original : Sonic The Hedgehog
- Titre français : Sonic le Hérisson ; Les Aventures de Sonic (série 2)
- Création : Louis Gassin, Raymond de Thiebert
- Réalisation : Ron Myrick, Dick Sebast
- Scénario : Ben Hurst, Pat Allee, Len Janson, David Villaire
- Direction artistique : Dene Ann Heming
- Conception des personnages : Kenneth M. Kinoshita, Mark Rubinchik, George Goodchild
- Animation : Saeron, Milimetros Dibujos Animados
- Musique : Michael Tavera, Matt Muhoberac, John Zuker
- Production : Dick Sebast, Ron Myrick
- Sociétés de production : DIC Animation City, Inc. (Saison 1), DIC Productions, L.P. (Saison 2), Sega of America Inc., Reteitalia, Telecinco
- Sociétés de distribution : DIC Entertainment (États-Unis), ABC Distribution Company (Internationale)
- Pays d'origine :  États-Unis
- Langue originale : Anglais
- Format : Couleurs - 35 mm - 1,33:1 - son stéréo
- Genre : animation
- Nombre d'épisodes : 26 (2 saisons)
- Durée : 30 minutes
- Dates de première diffusion :  États-Unis/ Canada : 18 septembre 1993 ;  France : 31 janvier 1996

## Distribution

### Voix originales
- Jaleel White : Sonic
- Kath Soucie : princesse Sally / NICOLE
- Christine Cavanaugh : Bunnie Rabbot (Marylin en VF)
- Bradley Pierce : « Tails »
- Rob Paulsen : Antoine D'Coolette (Antoine de la Renardière en VF)
- Mark Ballou :  Rotor Walrus (saison 1)
- Cam Brainard :  Rotor Walrus (saison 2)
- William Windom : oncle Chuck (oncle Jules en VF)
- Cree Summer :  Dulcie la dragonne
- Jim Cummings : Dr. Robotnik
- Charles Adler : Snively (Lafouine en VF)
- Michael Bell : Ixis Naugus
- Tim Curry :  le roi Maximillian
- Tahj Mowry : Sonic enfant
- Dana Hill : princesse Sally enfant

### Voix françaises
- Olivier Korol : Sonic
- Françoise Blanchard : Marylin /  « Tails » / Dulcie
- Laurence Dourlens (saison 1) : princesse Sally
- Annie Milon (saison 2) : princesse Sally
- Patrice Baudrier : Dr. Robotnik / Lafouine / Rotor
- Marc Bretonnière[2] (saison 1) : Antoine de la Renardière / oncle Jules
- Thierry Mercier (saison 2) : Antoine de la Renardière / oncle Jules / le roi Maximillian

Source : Planète Jeunesse

## Épisodes

### Première saison (1993)
1. En piste, Tails ! (Heads or Tails)[3]
2. Bang Sonic (Sonic Boom)
3. Sonic et Sally (Sonic and Sally)
4. Ultra Sonic (Ultra Sonic)
5. Sonic et les Parchemins secrets (Sonic and the Secrets Scrolls)
6. Supersonic (Super Sonic)
7. À bout de course (Sonic Racer)
8. Sonarmonic (Harmonic Sonic)
9. Fréquence Sonic (Hooked on Sonics)
10. Cauchemar Sonic (Sonic's Nightmare)
11. Mégasonic (Warp Sonic)
12. Pollution (Sub-Sonic)
13. Sonic géantissime (Sonic Past Cool)

### Seconde saison (1994)
1. La Conversion de Sonic (Sonic Conversion)
2. C'est pas du jeu (Game Guy)
3. Lavage de cerveau (No Brainer)
4. Un saut dans le passé [1/2] (Blast to the Past: Part 1)
5. Un saut dans le passé [2/2] (Blast to the Past: Part 2)
6. Antoine, le roi / Camping sauvage (Fed Up with Antoine/Ghost Busted)
7. Dulcie (Dulcy)
8. Le Ventail (The Void)
9. Drôle de couple / Robecca (The Odd Couple/Ro-Becca)
10. Le Cri du loup (Cry of the Wolf)
11. Pierre de vie (Drood Henge)
12. L'Espion (Spyhog)
13. Le Projet de l'apocalypse (The Doomsday Project)

### Diffusion internationale
Aux États-Unis et au Canada, la série a commencé à être diffusée en simultané sur ABC et sur CTV à partir du 18 septembre 1993, mais jusqu'au 3 décembre 1994 pour les États-Unis, et jusqu'au 2 septembre 1995 pour le Canada. La première saison a été diffusée du 18 septembre 1993 au 11 décembre 1993 et la deuxième du 10 septembre 1994 au 3 décembre 1994.
Autres pays
- Asie : Disney Channel Asia (1998-2000)
- Australie : Network Ten (1995)[4]
- Brésil : Rede Globo (1994-1995)
- Canada : CTV (1993-1995)
- Corée du Sud : SBS (1995)
- Espagne :
  - Telecinco (1993-1995)
  - KidsCo (2008-2009)
- France :
  - TF1 (1996)
  - Mangas (2011-2012)
  - KidsCo
  - Pluto TV Kids Gaming
  - Mycock&balls (2008)
- Italie :  Italia 1 (1994)
- Malaisie : TV2 (1995-1997)
- Monde arabe: Spacetoon
- Nouvelle-Zélande : TV2
- Portugal :  KidsCo (2009-2013)
- Royaume-Uni :
  - Channel 4 (16 octobre 1994 - 30 juin 1996)
  - The Children's Channel
  - POP (2004-2006)
  - ITV2 (2005)
  - Boomerang (Canal Royaume-Uni)
- Suède : TV3 (Viasat) (1995-1998)